# Тите
Аденор Леонардо Бакши, более известный как Ти́те (порт.-браз. Adenor Leonardo Bacchi; Tite; род. 25 мая 1961, Кашиас-ду-Сул, Риу-Гранди-ду-Сул) — бразильский футболист и футбольный тренер.

## Карьера
Тите выступал на позиции полузащитника в 1970—1980-е годы за команды довольно среднего уровня, самыми известными из которых были «Португеза» (Сан-Паулу) и «Гуарани» из Кампинаса. Его профессиональная карьера оборвалась в 28 лет после серии травм колена, из-за которых оно до сих пор ограничено в движении (Тите не может полностью согнуть колени).
В 1990 году началась тренерская карьера Тите. В 1990-е годы он возглавлял ряд клубов из штата Риу-Гранди-ду-Сул, с которыми особых успехов не достиг. В 2000 году начался новый этап в тренерской карьере Тите. Он сумел привести довольно скромный СЭР Кашиас к победе в Лиге Гаушу, после чего возглавил первый в своей карьере великий бразильский клуб — «Гремио», с которым в 2001 году выиграл чемпионат штата и Кубок Бразилии. После этих успехов в карьере Тите на некоторое время наступило затишье.
Следующий успех пришёл к Тите в 2008 году, когда он будучи тренером «Интернасьонала» выиграл Южноамериканский кубок (это была первая победа бразильского клуба в данном турнире). В 2010 году тренер возглавил «Коринтианс», с которым добился наиболее выдающихся успехов: дважды выиграл чемпионат Бразилии, а также впервые в истории клуба завоевал Кубок Либертадорес, одолев в двухматчевом противостоянии аргентинский «Бока Хуниорс». Также в 2012 году «Коринтианс» выиграл клубный чемпионат мира, одержав победу со счётом 1:0 над одним из сильнейших клубов мира «Челси».
Заслуги Тите были оценены по достоинству и в июне 2016 года он возглавил сборную Бразилии. Под руководством Тите сборная Бразилии стала первой командой, которая сумела квалифицироваться на чемпионат мира 2018. Несмотря на неудачное выступление на «мундиале», 26 июля 2018 года Бразильская конфедерация футбола объявила о продлении соглашения со специалистом до 2022 года. 7 июля 2019 года Тите привёл бразильцев к победе в Кубке Америки. 9 декабря 2022 года, после поражения бразильцев на чемпионате мира 2022 в матче четвертьфинала против сборной Хорватии, покинул пост главного тренера.

## Достижения

### Как игрок
Гуарани Кампинас
- Вице-чемпион Бразилии: 1986, 1987
- Вице-чемпион Сан-Паулу: 1988

### Как тренер
Веранополис
- Победитель Второго дивизиона Риу-Гранди-ду-Сул: 1993

СЭР Кашиас
- Чемпион Риу-Гранди-ду-Сул: 2000

Гремио
- Обладатель Кубка Бразилии: 2001
- Чемпион Риу-Гранди-ду-Сул: 2001

Интернасьонал
- Обладатель Южноамериканского кубка: 2008
- Обладатель Кубка Дубая: 2008

Коринтианс
- Чемпион Бразилии: 2011, 2015
- Обладатель Кубка Либертадорес: 2012
- Обладатель Рекопы Южной Америки: 2013
- Победитель Клубного чемпионата мира: 2012
- Чемпион Сан-Паулу: 2013

Сборная Бразилии
- Обладатель Кубка Америки: 2019